# ISEE-3/ICE

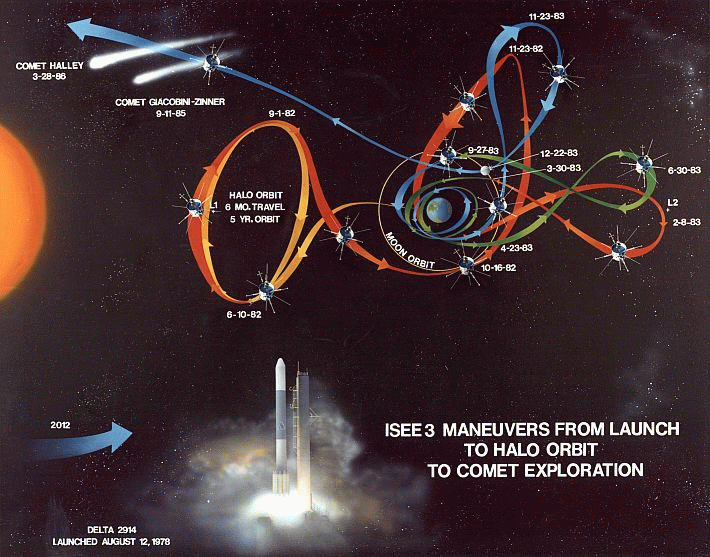
ISEE-3/ICEの軌道変更

ISEE-3/ICE (International Sun-Earth/Cometary Explorer 3)（アイシースリー/アイス）は、アメリカ航空宇宙局 (NASA)・欧州宇宙機関 (ESA) の太陽風・磁気圏・彗星探査機。NASAのエクスプローラー計画59番目の衛星。
当初、太陽風探査機ISEE-3 (International Sun-Earth Explorer-3) またはISEE-Cとして打ち上げ・運用され、その後、彗星探査機ICE (International Cometary Explorer) として運用された。
1997年5月5日に一旦運用を終了したが、2014年に地球に再接近する機会を利用しクラウドファンディングで資金を調達した民間団体が短期間再運用を行った。

## 太陽風・磁気圏観測ミッション
ISEE (International Sun-Earth Explorer)（国際太陽-地球探査機）プログラムは、ISEE-1/2/3の3機の探査機からなり、3機が共同して
- 地球磁気圏の外縁での太陽-地球相互作用の調査
- 太陽風と地球磁気圏の間の境界をなす、衝撃波と地球近くの太陽風の詳細な構造の調査
- プラズマシートを操るメカニズムの動きの調査
- 1 AU付近の惑星間空間での宇宙線と太陽フレアの調査

をする計画だった。ISEE-1とISEE-2は1977年10月22日に打ち上げられた。
ISEE-3は1978年8月12日、NASAとESAが共同で打ち上げ（打ち上げはNASAのデルタロケット）、NASAが運用した。1978年11月20日、太陽-地球のラグランジュ点 (L1) を回る秤動軌道（ハロー軌道）にのり、太陽風と地球磁気圏の相互作用などを調査した。1982年、当初のミッションを終了した。なお、ISEE-3は、ハロー軌道に乗った最初の人工物体である。

## 彗星探査ミッション

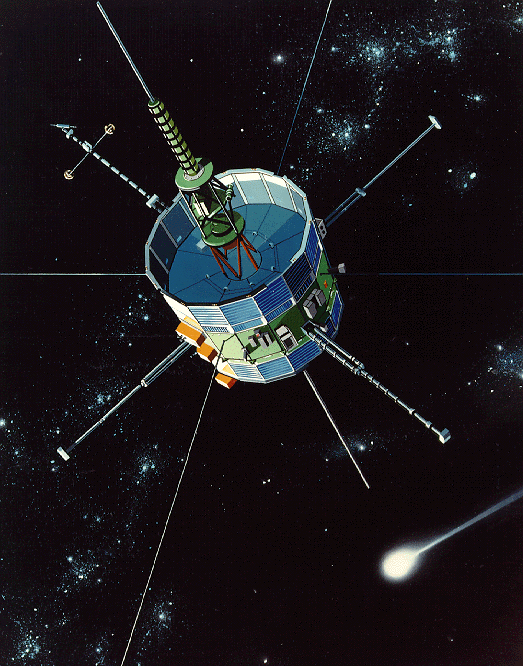
ジャコビニ・ツィナー彗星に向かうICE（想像図）

1982年6月10日、ISEE-3は新しいミッションのための軌道変更を始めた。4回の月スイングバイと15回のエンジン噴射からなる軌道変更をし、L2点で地球の磁気圏尾部 (magnetotail) などを観測した。1983年12月22日の5回目の月スイングバイで地球重力圏脱出軌道に乗り、ICEと改名された。
ICEは1985年9月11日にジャコビニ・ツィナー彗星から7862 kmの距離でプラズマテイルを通過し、水と一酸化炭素イオンを検出した。その後、1986年3月28日に、ハレー彗星に約2800万kmまで接近した。ICEはカメラは搭載していないため画像撮影はできないが、周辺環境や粒子を観測する19個の観測装置を搭載している。
1991年にはさらにミッションが延長され、ユリシーズと共同で宇宙線などを調査した。

## 運用終了とその後
ICEは1997年5月5日に運用を終了した。最終的な軌道は、近日点距離0.93 AU、遠日点距離1.03 AU、軌道傾斜角0.1°、公転周期355日の太陽中心軌道だった（軌道要素は1990年）。2014年8月に地球に再接近する。
NASAが2008年9月18日にディープスペースネットワークを使用してICEの状態を確認したところ、13個のうち12個の観測機器が機能する状態(1999年の衛星データから判明)であり、推進剤も150m/secの速度増分を与えられる量が残っていることが分かった。その後の確認により、1999年にディープスペースネットワークから旧式化した送信機器が撤去されたため、ICEへのコマンドはもはや送信できなくなっていることが確認された。新たな対応機器を作るにはNASAには予算がないとのことであった。

## 2014年の運用再開を目指した活動
NASAが2008年に動作確認を行ったところ、13のシステムのうち12個は正常に動作し、推進剤も残っていることが確認された。2014年3月1日と2日に、ドイツのアマチュア無線局の20m電波望遠鏡がICEからのビーコン波を受信することに成功した。2014年8月に地球周辺に戻ってくるため、6月までに衛星を制御できるようにできれば、小さな軌道制御を行うことにより、L1点に再び戻すことが出来ることから、民間の団体がクラウドファンディングを使って資金集めを行い、ICEの運用を再開することになった。軌道制御を行う場合は月から高度50km以内の所をフライバイすることになる。
管制に必要な無線機の機材は1999年に撤去済みだったので改めて元の仕様書を基にソフトウェア無線で構築する事になった。2014年5月に、探査機を再起動させるために目標としていた資金12万5000ドル（約1,270万円）をクラウドファンディングで集めるのに成功。その直後、NASAもこの団体に対して、探査機との通信を確立させるために必要な技術データを提供することを公式に発表した。
2014年5月29日に、プエルトリコのアレシボ天文台を使って、ソフトウェア無線でテレメトリ受信とコマンド送信の双方向通信に成功した。
2014年7月2日、民間の団体は1987年以来初めてとなるスラスターの着火を試みたが、スラスターに推進剤を供給するために加圧する窒素ガスの不足により、このスラスターの着火は失敗に終わった。そのためプロジェクトチームは科学的データを集めて地球に送信するという代替案を考え出したが、同年9月16日に通信は途絶えた。